# 玛丽亚疹贝
玛丽亚疹贝（学名：Pustularia mariae）为宝贝科疹贝属的动物。分布于太平洋诸岛以及中国大陆的台湾附近等地，属于热带亚热带暖水种。其主要栖息于珊礁有碎石块的海底。该物种的模式产地在中太平洋。